# Pons de Melgueil
Pour les articles homonymes, voir Pons.
Pons de Melgueil, mort en 1126, est le septième abbé de Cluny.
Issu d'une famille de la haute aristocratie languedocienne, les comtes de Melgueil, il est élu abbé en 1109, à la suite d'Hugues de Cluny. Il se signale par son action diplomatique, prenant parti pour la papauté dans la querelle des Investitures. En 1122, il démissionne ou est déposé pour des raisons qui ne font pas l'unanimité parmi les historiens. Après avoir tenté de reprendre l'abbatiat en 1126, Pons meurt schismatique et excommunié.

## Biographie

### Origines
Né vers 1075, il est le fils cadet de Pierre Ier de Melgueil et d'Almodis, sœur des comtes de Toulouse Guillaume IV de Toulouse et Raymond de Saint-Gilles. Son père a donné, en 1085, tout son comté au pape, dont il s'est ainsi fait le vassal. Dès 1099, Pons aura pour parrain le cardinal Rainier, qui sera ultérieurement le pape Pascal II,. Pons appartient donc à la haute noblesse du Languedoc ; il est apparenté aux comtes d'Auvergne et aux comtes de Toulouse. Par son arrière-grand-père, il est apparenté aux empereurs saliens du Saint-Empire romain germanique, qu'il côtoiera toute sa vie. Enfin, il revendique également, en remontant jusqu'au Xe siècle, de descendre directement du père de Wittiza, alias Saint Benoît d'Aniane, dont la réforme monastique a été endossée et propagée par le monastère bourguignon de Cluny.

### Abbé de Cluny
Pons de Melgueil succède à Hugues de Cluny en 1109 à la tête de l'abbaye de Cluny. Selon le chroniqueur Orderic Vital,, sa réputation de sainteté est telle qu'Hugues l'a lui-même choisi pour successeur et qu'il est élu à l'unanimité. Pons entretient alors d'excellents rapports avec la papauté : le successeur de Pascal II, Gélase II, viendra mourir à Cluny après avoir été chassé de Rome par des troubles civiques,. Selon la tradition, Pons aurait été proposé par Gélase comme son successeur, mais aurait préféré faire élire son ami Guy de Bourgogne, qui prendra le nom de Calixte II,.
L'ordre de Cluny est à ce moment à son apogée et ses dépendances couvrent l'Europe, mais la formation rapide de cet empire monastique n'a pas été accompagnée par la mise en place d'une administration centrale efficace. De plus, succéder à Hugues, ayant gouverné pendant soixante ans, est en soi une difficulté. Des réformes sont nécessaires, tant au niveau des mœurs quotidiennes que du fonctionnement économique des monastères de l'ordre de Cluny. Pons s'y attelle, mais une réaction se fait jour : il fait l'objet de sévères critiques lors du concile de Reims, en 1119. Il fait preuve de sympathie envers les nouveaux ordres monastiques (cisterciens, camaldules) ; il aide par exemple l'abbaye de Clairvaux à gagner son autonomie financière en remettant les dîmes qu'elle lui doit sur les terres et les troupeaux.
Excellent négociateur, formé à Saint-Pons-de-Thomières par l'abbé Frotard, légat du pape en Espagne et bras droit de Grégoire VII, il remporte des succès diplomatiques en Espagne et en Allemagne. En Espagne, en 1113, il prépare l'essor du pèlerinage de Compostelle en parvenant à décider Bernard de Tolède, primat d'Espagne, à accepter le déplacement de l'archevêché de Mérida à Compostelle-même. En Allemagne (1115, 1119), Pons, lointainement apparenté à l'empereur Henri V, rompt avec la traditionnelle neutralité de l'ordre clunisien et prend le parti du pape dans l'interminable querelle des Investitures. Il prépare ainsi le concordat de Worms (23 septembre 1122). En remerciement, Calixte II le créé cardinal-diacre.

### Abbé déposé par le pape
La même année, en mars, il est convoqué à Rome par Calixte II, qui a reçu des plaintes de ses moines. La raison de cette brusque convocation n'est pas connue avec certitude. On l'attribue traditionnellement au rejet par Pons du privilège de l'exemption, qui relève l'abbaye de l'autorité épiscopale ; on a suggéré plutôt une manœuvre des traditionalistes clunisiens, s'opposant à sa volonté de réforme disciplinaire. On ignore s'il a alors donné sa démission ou s'il a été déposé par le pape. Pons de Melgueil redevenu simple moine gagne le Mont-Cassin, puis la Terre sainte. Selon Orderic Vital, il est accueilli à Jérusalem comme un saint et se voit confier la Sainte Lance lors d'une sortie contre les Sarrasins,. Parallèlement, le pape se hâte de lui faire élire un successeur, l'ordre de Cluny n'étant alors pas en état de rester sans chef. Hugues II de Cluny lui succède donc en avril 1122. Mais, déjà âgé, il meurt au bout de trois mois et est remplacé par le traditionaliste Pierre de Montboissier, que la postérité appellera Pierre le Vénérable.
En 1123, Pons revient en Italie où il fonde un monastère, Santa Croce di Campese près de Vicence. La même année, il figure parmi les participants de la diète de Worms. À Cluny, le mouvement réformateur reste vivace. Dès 1124, une polémique oppose de surcroît Bernard, abbé de Clairvaux, à Pierre le Vénérable. Alors que ce dernier est absent, en 1126, Pons revient à Cluny et tente de se réinstaller comme abbé. Selon Orderic Vital, il ne s'agit pas d'un coup de force délibéré : Pons veut simplement rendre visite à ses amis clunisiens, mais se voit interdire l'accès à l'abbaye par le prieur, sur l'ordre de l'abbé. Furieux, les partisans de Pons déclenchent un schisme et le réinstallent comme abbé contre son gré,. Pierre le Vénérable fournit une version complètement différente : Pons a soigneusement organisé son attaque dès son départ d'Italie et, accompagné de fugitifs armés, prend d'assaut l'abbaye ; il force les moines à lui prêter allégeance, fait fondre les vases sacrés pour payer des armes et des mercenaires et pille la campagne alentour. Le récit de Pierre, ennemi personnel de Pons, est généralement considéré comme suspect.
En tout état de cause, Pons est soutenu par de nombreux moines de l'abbaye, la population du bourg ainsi que par la noblesse de la région et d'autres monastères de l'ordre, dont le prieuré de Souvigny, où sont enterrés saint Maïeul, quatrième abbé de Cluny, et Odilon, cinquième abbé de Cluny. Il est aussitôt excommunié par l'archevêque de Lyon, qui s'était déjà prononcé contre Pons au concile de Reims en 1119. Le pape Honorius II, successeur de Calixte, confirme bientôt la sentence. En 1126, Pons est convoqué à Rome, où il doit être jugé pour haute trahison. Pons obtempère, mais, une fois à Rome, refuse de se présenter devant Honorius. Selon la tradition, il déclare qu'aucun autre que Pierre ne peut le juger et refuse de demander la levée de son excommunication. Emprisonné, il meurt de la « fièvre romaine » (la malaria) le 28 décembre 1126. Son corps est transféré à Cluny sur l'ordre de Pierre le Vénérable. Il est enterré dans le déambulatoire, au nord du maître-autel. Pierre le Vénérable sera enterré symétriquement au sud.